# چوی گی هوا
چوی گی هوا (کره‌ای: 최귀화؛ زادهٔ ۳ مارس ۱۹۷۸) بازیگر اهل کره جنوبی است. از فیلم‌هایی که در آنها ایفای نقش کرده‌است می‌توان به راننده تاکسی و قانون شکنان اشاره کرد.

## حرفه
در سال ۱۹۹۷، چوی گی هوا به کمپانی تئاتر مول‌مه در بوچون، کره جنوبی پیوست. در سال ۱۹۹۹ او حرفهٔ بازیگری خود را در تعداد زیادی فیلم کوتاه آغاز کرد و اولین نقش اصلی خود را در فیلم بلند چرا اومدی خونهٔ من (۲۰۰۹) ایفا کرد. حضور او در سریال میسنگ: زندگی ناتمام (۲۰۱۴) در نقش مدیر یک بخش باعث شهرت او شد. از نقش‌های قابل توجه چوی می‌توان به قطار بوسان (۲۰۱۶)، شیون (۲۰۱۶) و راننده تاکسی (۲۰۱۷) اشاره کرد. او در نقش یک پلیس در فیلم قانون شکنان حضور پیدا کرد که برای او جایزهٔ بهترین بازیگر تازه‌کار را به ارمغان آورد.

## فیلم‌شناسی

### مجموعه‌های تلویزیونی
| سال     | عنوان                   | نقش                                      |
| ------- | ----------------------- | ---------------------------------------- |
| ۲۰۱۴    | میسنگ: زندگی ناتمام     | دستیار مدیر پارک یونگ گو (تیم فروش آی‌تی) |
| ۲۰۱۵    | بدرخش یا دیوانه شو      | سرپرست                                   |
| ۲۰۱۶    | کارآگاه خون‌آشام         | جانگ ته شیک                              |
| ۲۰۱۷    | تحریف                   | یانگ چو سونگ                             |
| ۲۰۱۷    | زندگی طلایی من          | کانگ نام گو                              |
| ۲۰۱۷–۱۸ | بد گایز ۲               | ها سانگ مو                               |
| ۲۰۱۸    | کت شلواری‌ها             | چه گون شیک                               |
| ۲۰۱۸    | جین چوها برمی‌گردد       | ایم هون شیک                              |
| ۲۰۱۹    | همکاران دونده: حقوق بشر | به هونگ ته                               |

### برنامه‌های تلویزیونی
| سال  | عنوان                 | نقش               | توضیحات                                  | منابع |
| ---- | --------------------- | ----------------- | ---------------------------------------- | ----- |
| ۲۰۲۲ | بلک: من شیطان را دیدم | میزبان            | فیلم مستند جنایی؛ به همراه کوان ایل یونگ | [ ۶ ] |
| ۲۰۲۲ | Anti-Ageym            | عضو گروه بازیگران |                                          | [ ۷ ] |